# Myrcia ehrenbergiana
Myrcia ehrenbergiana är en myrtenväxtart som först beskrevs av Otto Karl Berg, och fick sitt nu gällande namn av Mcvaugh. Myrcia ehrenbergiana ingår i släktet Myrcia och familjen myrtenväxter. Inga underarter finns listade i Catalogue of Life.